# Giuseppe Maria Scotese
Pour les articles homonymes, voir Scotese.
Giuseppe Maria Scotese, né le 26 janvier 1916 à Monteprandone, dans la province d'Ascoli Piceno, dans la région des Marches et mort le 19 mai 2002 à Rome, est un réalisateur, scénariste et peintre italien.

## Biographie
Giuseppe Maria Scotese commence à peindre très jeune et participe à plusieurs expositions d'art. Mais il découvre le cinéma et décide de s'installer à Rome pour suivre les cours du Centro sperimentale di cinematografia et obtient son diplôme en 1939.
Il commence alors à réaliser des documentaires pour le compte de l'Istituto Luce, et entreprend simultanément l'écriture de son premier film Il sole di Montecassino, qui sortira en 1945. Se souvenant de son activité de peintre, il écrit et réalise cette même année Le modelle di via Margutta (it), la vie autour de la rue des artistes. Il collabore ensuite avec la revue cinématographique La Settimana Incom (it).
Il poursuit son activité de scénariste et de réalisateur jusqu'au début des années 1980, en ayant réalisé au cours de sa carrière dix-huit films, le dernier, après un long silence, étant en 1983 Cannibali domani (it), un documentaire qui montre, avec des images de diverses parties du monde, la vie dramatique des communautés tribales marginalisées.
Giuseppe Maria Scotese meurt à Rome le 19 mai 2002 à l'âge de 86 ans.

## Filmographie

### Comme réalisateur
- 1945 : Il sole di Montecassino
- 1945 : Le modelle di via Margutta (it)
- 1946 : L'Apocalypse (it) (L'apocalisse)
- 1946 : La Grande aurore (La grande aurora)
- 1949 : Les Pirates de Capri (I pirati di Capri) (co-réalisé avec Edgar G. Ulmer)
- 1951 : Alerte à l'arsenal (it) (Fiamme sulla laguna)
- 1952 : Carmen fille d'amour (es) (Carmen proibita)
- 1955 : Les Révoltés (Il mantello rosso)
- 1957 : La Belle et le Corsaire (Il corsaro della mezza luna)
- 1959 : Dans les griffes des Borgia (La notte del grande assalto)
- 1960 : Les Amants de la Terre de feu (es) (Questo amore ai confini del mondo)
- 1961 : Les Nuits d'Amérique (it) (America di notte)
- 1964 : Cités interdites (it) (Le città proibite)
- 1967 : Acid - Delirio dei sensi (it)
- 1968 : Il pane amaro (documentaire)
- 1968 : Le vergogne del mondo
- 1971 : Le Long Jour de la violence (Il lungo giorno della violenza)
- 1974 : I miracoli accadono ancora
- 1983 : Cannibali domani (it)

### Comme scénariste
- 1945 : Il sole di Montecassino
- 1945 : Le modelle di via Margutta (it)
- 1946 : L'Apocalypse (it) (L'apocalisse)
- 1946 : La Grande aurore (La grande aurora)
- 1951 : Alerte à l'arsenal (it) (Fiamme sulla laguna)
- 1952 : Carmen fille d'amour (es) (Carmen proibita)
- 1957 : La Belle et le Corsaire (Il corsaro della mezza luna)
- 1959 : Dans les griffes des Borgia (La notte del grande assalto)
- 1960 : Les Amants de la Terre de feu (Questo amore ai confini del mondo)
- 1961 : Les Nuits d'Amérique (it) (America di notte)
- 1962 : Le dolci notti de Vinicio Marinucci (it)
- 1963 : Filles sans voiles (it) (I piaceri nel mondo) de Vinicio Marinucci (it)
- 1964 : Cités interdites (it) (Le città proibite)
- 1967 : Acid - Delirio dei sensi (it)
- 1968 : Il pane amaro (documentaire)
- 1968 : Le vergogne del mondo
- 1971 : Le Long Jour de la violence (Il lungo giorno della violenza)
- 1974 : I miracoli accadono ancora
- 1983 : Cannibali domani (it)